# الإسلام: ما هو؟ (كتاب)
كتاب الإسلام: ما هو؟ هو كتاب من تأليف الدكتور مصطفى محمود يتحدث فيه عن مشكلة المسلمين اليوم وأنَّ علاقتهم فاترة بعقيدتهم، أكثرنا «مسلم» في بطاقته الشخصية وعباداته الباردة فقط.
ننظر إلى ممارساتنا وشعائرنا الدينية كواجبٍ ليس له طعم ولا روح، صلاتنا أصبحت مجرد حركاتٍ رياضية نؤديها لأننا لا نريد من الله أن يسخط علينا، علاقتنا بالقرآن الكريم تشبه علاقتنا بأي كتابٍ آخر، نقرأه - أحيانًا - ونتأثر به ثم نتركه ونمضي دون أن جعله دستوراً حقيقيًا.
هذا الكتاب، يخاطب روحك وعقلك، وسواء كنت مسلمًا أم لا فأنتَ بحاجةٍ لقراءته كي تفهم ما هو الإسلام صدقًا، ولماذا نصلي؟ وما هي علاقتنا الروحية بالسماء؟.

## مقتطفات من الكتاب
- “الله لا يقال عنه متى ولا أين.. لأنه هو الذي خلق المتى والأين.. هو الذي خلق الزمان والمكان ولايخضع لهما كما نخضع.. هو فوق الأين..”
- “أنت إنسان فقط في اللحظة التي تقاوم فيها ما تحب وتتحمل ما تكره.. أما إذا كان كل همك هو الانقياد لجوعك وشهواتك فأنت حيوان تحركك حزمة برسيم وتردعك عصا.. وما لهذا خلقنا الله.”
- “ما أبعد اليوم من الأمس وما أكثر ما نتقلب فيه من النعم وكلما احاطتنا النعمة ازددنا لله هجرانا”
- “أقول الشريعة واجبة وهي حق، ولكن الطريق اليها ليس العقاب وحده إنما الإصلاح أولا”
- “إن الخطأ الذي لا يغتفر أن يتوقف الاجتهاد وأن يجبن العلماء خوفاً من أن يقال إنهم أدخلوا البدع، أن يتقاذف الناس الاتهام بالتكفير، وأن ينغلق رجل العلم على علبة العلم، وأن ينغلق رجل الدين داخل قوقعة الدين، وأن ينعدم التواصل، وأن ينحل التفكير إلى جزر منفصلة غير مترابطة، وأن نفتقد الرؤية الشاملة، وأن يختنق كل واحد في تخصصه فذلك بداية الانحدار والأفول والتخلف الحضاري”
- “إن الرجل له أن يصنع كل شيء ولكن المرأة وحدها هي التي تصنع الرجال..و هذا غاية التكريم وغاية الثقة.. هل هذا هو التخلف”
- “وحسن الدعوة إلى منهج الله بالقول الحسن والسلوك الحسن”
- “الشريعة هي قمة الحكمة الربانية، وهي تحتاج ذروة الحكمة البشرية في الفهم والتطبيق.و أي كلام غير ذلك غوغائية ومزايدات حزبية وبالونات دخان للتعمية.. وأي تطبيق للشريعة بدون فهم لن يكون سوى اجراءات مظهرية ومجرد مرهم خارجي لخُراج مُعبأ بالصديد”
- “الحياة رحلة تعرف على الله وسوف يؤدي بنا التعرف على الله وكمالاته إلى عبادته.. هكذا بالفطرة ودون مجهود، وهل نحتاج إلى مجهود لنعبد الجميلة حبا.. إنما تتكفل بذلك الفطرة التي تجعلنا نذوب لحظة التطلع إلى وجهها، فما بالنا لحظة التعرف على جامع الكمالات والذي هو نبع الجمال كله.. إننا نفنى حبّا.”
- “ويشهد أنه لا يملك من نفسه إلا العدم وأن كل ماله من الله.”
- “وهل الدين كله إلا هذه الكلمة الصغيرة ذات الحروف القليلة..العرفان..؟وهل طلب الله من نبيه سوى العرفان؟”
- “إن السلالم إلى الأدوار العليا موجودة طول الوقت ولكن لا أحد يكلف نفسه بصعود الدرج والأغلبية تعيش وتموت في البدروم ولو كلف أحد منهم نفسه بالصعود.. وتحمل مشقة الصعود وشاهد المنظر من فوق لبكى ندما على عمر عاشه في البدروم بين لذات لا تساوي شيئا ولكنه الضعف الذي ينخر في الأبدان”

## وصلات خارجية
- فيديو حلقات الدكتور مصطفى محمود.
- مدونة الدكتور مصطفى محمود.
- «كان نائماً في سكينة تامة لم يستيقظ منها»: ابنة مصطفى محمود لـ«العربية.نت»: العالم الكبير رحل في هدوء، العربية نت، 31 أكتوبر 2009.
- صفحة مصطفى محمود على موقع أبجد
- صفحة اقتباسات مصطفى محمود على موقع أبجد
- صفحة باسم الدكتور رائعة على الفيس بوك
- الفيلم الوثائقي العالم والايمان على اليوتيوب
- محمود تحميل كتب الدكتور مصطفى محمود كاملة pdf